# دیوید لوپی
دیوید لوپی (انگلیسی: Davide Luppi؛ زادهٔ ۱۹ ژوئیهٔ ۱۹۹۰) بازیکن فوتبال اهل ایتالیا است.
از باشگاه‌هایی که در آن بازی کرده‌است می‌توان به باشگاه فوتبال هلاس ورونا، باشگاه فوتبال مودنا، باشگاه فوتبال پرو ورچلی، و باشگاه فوتبال ساسولو اشاره کرد.